# Clark County, Idaho
Clark County är ett administrativt område i delstaten Idaho, USA, med 982 invånare (2010). Den administrativa huvudorten (county seat) är Dubois.  

## Geografi
Enligt United States Census Bureau har countyt en total area på 4 572 km². 4 570 km² av den arean är land och 2 km² är vatten.

### Angränsande countyn
- Lemhi County - väst
- Butte County - sydväst
- Jefferson County - syd
- Fremont County - öst
- Beaverhead County, Montana - nord